# Alusil
Alusil es una aleación  hipereutéctica de aluminio - silicio (Al17Si4CuMg o A390) que contiene aproximadamente el 78% de aluminio y 17% de silicio. Esta aleación fue creada en 1927 por Schweizer y Fehrenbach de Baden-Baden Alemania y desarrollada por Kolbenschmidt
La aleación de aluminio Alusil se utiliza normalmente para hacer bloques de motor en aleación de aluminio sin camisa. El Alusil, cuando se mecaniza, expone un precipitado de silicio muy duro. La superficie de silicio es suficientemente porosa para mantener el  aceite dentro de ella, y es una superficie de apoyo excelente. En 1996, BMW cambió el recubrimiento de las paredes del cilindro, de Nikasil al Alusil  para eliminar los problemas de corrosión causados por el uso de gasolina con contenido de azufre.

## Motores que utilizan Alusil
- Audi  2.4 V6[1][5]
- Audi  3.2 FSI V6[5]
- Audi  4.2 FSI V8[1][3]
- Audi  5.2 FSI V10
- Audi / Volkswagen  6.0 W12
- BMW M52  I6
- BMW N52  I6
- BMW M60  V8
- BMW M62  V8
- BMW N62 V8
- BMW N63 V8
- BMW N63TU V8
- BMW M70/M73 V12[6]
- Mercedes 560 SEL M117 V8
- Mercedes M119
- Porsche 928 V8
- Porsche 924S  I4
- Porsche 944 I4
- Porsche 968 I4
- Porsche Cayenne V8[3]